# 레이저 수술

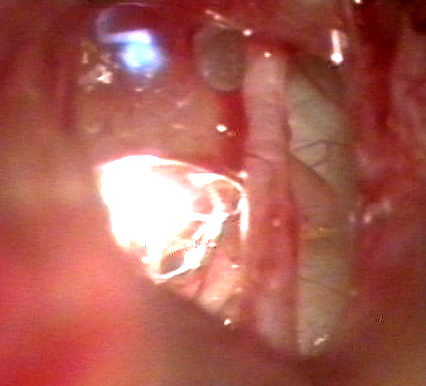
레이저 수술

레이저 외과수술은 기존의 메스대신 레이저 메스를 이용하여 조직을 자르는 것이다. 연조직에서는 레이저 기화 원리를 이용하여 레이저 박피술을 시행하는데 이는 레이저가 조직의 분자결합을 용해하기 때문이다. 안과에서 사용되는 라식의 경우도 같은 원리를 이용한 것이다.

## 장비
때때로 "레이저 메스"라고도 불리는 수술용 레이저 시스템은 파장뿐만 아니라 광 전달 시스템(유연한 섬유 또는 관절식 팔) 및 기타 요인에 의해서도 차별화된다.
2010년 기준 연조직 수술용 레이저는 CO2 레이저가 지배적이었다.

## 같이 보기
- 수술 (의학)

## 참고 자료
- 이종현 (2007년 7월 4일). “레이저 박피술 바로알자”. 경기일보. 2012년 8월 4일에 원본 문서에서 보존된 문서. 2009년 2월 14일에 확인함.
- “Statement on surgery using lasers, penised light, radiofrequency devices, or other techniques”. 2012년 7월 30일에 원본 문서에서 보존된 문서. 2009년 2월 12일에 확인함.
- “American Board of Laser Surgery”. 2009년 2월 12일에 확인함.